# Висконсинский евангелический лютеранский синод
Висконсинский евангелический лютеранский синод (англ. Wisconsin Evangelical Lutheran Syno, WELS, Висконсинский Синод) — американская христианская церковь, придерживающаяся конфессионального лютеранства, придерживается консервативной теологии. Основан в 1850 году в Милуоки, штат Висконсин.
По состоянию на 2019 год крещёными членами церкви являются 353 753 человека в 1276 собраниях церквей в 47 штатах США и 4 провинциях Канады. WELS также занимается миссионерской деятельностью по распространению Евангелия в 40 странах мира. Это третье по величине лютеранское объединение в Соединённых Штатах Америки, после Американской лютеранской церкви (ELCA) и Миссурийского синода (LCMS). Школьная система WELS является четвертой по величине системой частных школ в Соединенных Штатах.
Является членом Конфессиональной евангелической лютеранской конференции (CELC), поддерживает партнерские отношения с Евангелическо-лютеранским синодом (ELS).
Синод считает, что служителем любого уровня в церкви может быть только мужчина и что все церковные посты установлены Богом. Отрицает практику однополых браков. Наиболее консервативная часть церкви считает, что для молитвенного общения, а также для общения кафедры и алтаря необходимо полное тождество веры.

## Примечание
1. 1 2 3  "Annual Report". Wisconsin Evangelical Lutheran Synod. Дата обращения: 8 июля 2020. Архивировано 25 ноября 2020 года.
2. ↑  Annual Report 2020 (англ.). WELS. Дата обращения: 8 июля 2020. Архивировано 25 ноября 2020 года.
3. ↑  Missions (англ.). WELS. Дата обращения: 8 июля 2020. Архивировано 30 июня 2020 года.
4. ↑  Hunt, T.; Carper, J. The Praeger Handbook of Faith-Based Schools in the United States, K-12, Volume 1. — 2012. — ISBN 0313391394.